# Вурсана
Вурсана или Бурсана (на гръцки: Βουρσάνα, Μπουρσάνα) е ниска планина в Кожанско, Гърция. Част е от планината Камбуница (Камвуния).

## Описание
Вурсана е малка планина, разположена в югоизточната част на Кожанско, югозападно над градчето Сервия (440 m). От планината Фламбуро (Пиерия) на изток е отделена с долината Лакес или Лакомата на река Платанулия, откъдето лесно се изкачва върха. На запад е отделена с пролома Порта (480 m) от планината Агиос Христофорос.
| Име                           | Име                             | Височина | Местоположение     |
| ----------------------------- | ------------------------------- | -------- | ------------------ |
| Вурсана                       | Βουρσάνα, Μπουρσάνα             | 882 m    | в централната част |
| Агии Теодори, Агиос Атанасиос | Άγιοι Θεόδωροι, Άγιος Αθανάσιος | 850 m    | в ЮЗ част          |